# 将棋の戦法
将棋の戦法（）は、将棋における「戦い方」のことである。

## 概説
分かりやすく言うと「攻撃」と「守備」のやり方、つまり「攻め」と「守り」のやり方のことである。
将棋では攻撃と守備のバランスが重要である。初心者がまず最初に覚えるべきこと、そして序盤で実際に重要になることは、守備の体制をつくることであり、もし玉将の周囲を手薄にしていれば、相手から容易に王手がかけられ（まるで流れ弾が当たったように）あっけなく詰んで負けてしまうことが起きる（トン死）。将棋の守備の典型が囲いである。しかし攻撃においても守備と同等、あるいはそれ以上に重要であり、自分の王の周囲の護りをがっちり固めるだけで相手の王を攻撃をしなければ、（護りが固ければ確かに「負けはしない」が）いつまでたっても勝てはしない。したがって将棋では一般に、守備と攻撃の両方を行う。
飛車は攻撃に用いられる駒であり、もし飛車を元の右側の位置に置いたままにしたら右側が「攻めの陣」ということになるので、玉のほうは反対サイドの左側へ移動させ、その玉の周囲を（金将・銀将などで）守り「守りの陣」とするのである。逆に飛車を左方へ移動させ左側を「攻めの陣」としたら、玉は右側へと移動させその周辺を「守りの陣」とする。つまり基本的には、攻めに使う駒（端的に言うと飛車）の位置と、守らなければならない一番重要な「玉」の位置は離すようにするのである。
基本のセオリーはこうなっており、入門者が「初心者」や「中級者」になるにはまずこうした基本のセオリーに沿った戦法を学び、しっかりと習得するわけである。ただし中級者以上になると、時としてこの基本セオリーを敢えて外すような戦法を使うこともある（詳細は下の節で解説）。
なお「戦法」という言葉は、もともと古い漠然とした言葉であり、現代的に言えば二つの意味・用法がある。一つは総称としての「戦法」、つまり「戦い方」そのものをまとめてざっくりと指す用法を示し、もう一つはかなり限定的な意味での「戦法」という用法を示す。いってみれば、現代の戦争用語の「戦略 / 戦術」という概念について、戦法で両方の概念をまとめて指している場合と、戦法で後者の戦術だけを限定的に指している場合がある、と言ってもよい。つまり文脈によって「戦法」の意味が異なる。

## 戦法の分類
将棋には様々な戦法や分類法があり、基本的な型は存在するが、それらを突き詰めていくと局面が複雑化していく。
よくある分類法は、最序盤の局面の進行を、大駒の位置（まず飛車の位置。ついで角の位置や、初期段階で角と角を「交換」するかなど。）に着目していくつかの型（たとえば「居飛車」つまり飛車をもとの位置のままにしておく型、と「振飛車」つまり飛車の位置を左方面に動かす型、など）に大別し、それを「戦型」と呼んだ上で、各戦型ごとに、その戦型で攻撃する側と、その攻撃を受けて防御する側の効果的な指し方「戦法」について分類する方法である（こういう文脈では、限定的な意味で「戦法」という言葉を使う）。
とはいえ、棒銀戦法のように、様々な戦型で効果を発揮する汎用的な「戦法」もある。また、戦型と戦法（限定的な意味のほう）は相互に複雑に関係しており、必ずしも、大駒の位置で大分類してその下位分類として「戦法」を置けばよいというわけでもない。
例えば囲いが、大きな意味での戦法・一局全体を決定づけていることもある。穴熊囲いは非常に堅固な囲いの一種であり、それを守備に選ぶということ自体がれっきとした「戦法」である。一方が穴熊囲いを選ぶと残りの駒も決まり攻撃に使える駒が決まり、一方穴熊囲いと対峙する相手の側はその穴熊囲いに翻弄され、結果として盤上のやりとりのほとんどが、その「穴熊囲い」を軸に展開してゆく。
双方が矢倉囲いに組むことは「相矢倉」や「矢倉戦」などと呼ばれる。これなども「囲い」を基準にして「戦い方」を分類している。
なお、将棋では、（穴熊囲いのように）自軍の王の守りをガッチリと固めてあるほど相手に対する攻めも「ガンガン」と激しく行うということになる、自軍の王の守りが中途半端だと相手に対する攻めも中途半端になりがち、という面もあり、つまり（自軍の中ですら）守備と攻撃は相互に影響しあっているので、どんな時でも飛車の位置を基準とした分類（つまり攻撃用の駒の位置を基準とした分類）だけしかしない、というのは必ずしも適切ではない。したがって上級者の心の中では戦法は、実際にはひとつの分類法だけを用いるのではなく、さまざまな角度から、複雑な分類が行われている（ただし、心の中で戦法をどのように分類しているかということ自体が、いわば「情報戦」の一部であるので、上級者は明かさない）。

### 分類の基本
上の節で戦法の分類が複雑であることを説明したが、当記事では、まずは基本的な大分類、飛車の位置に着目して行う大分類について説明する。一般論を言えば、大駒の位置をどこにするかということ（「戦型」）が、序盤の重要な選択となる。
戦法は、最強の攻撃用の駒である飛車の使い方によって居飛車と振り飛車に大別される。居飛車は飛車を初期位置である右翼に居たまま使う戦法であり、振り飛車は飛車を左翼に振って（移動して）使う戦法である。なお、飛車の初期位置は厳密には右翼のうち右から2番目の筋（先手ならば2筋、後手ならば8筋）であるが、右から3番目や4番目の筋も右翼であることにはかわりはないから、これらの筋で飛車を使う戦法も居飛車に含まれ、右から3番目の筋で飛車を使う戦法は袖飛車、右から4番目の筋で飛車を使う戦法は右四間飛車と呼ばれる。
互いに居飛車と振り飛車のどちらの戦法を採るかという基準により、戦型は3つに大別できることになる。すなわち、双方が居飛車の相居飛車、一方が居飛車で他方が振り飛車の対抗型、双方が振り飛車の相振り飛車である。
| 9  | 8  | 7  | 6  | 5  | 4  | 3  | 2  | 1  |    |
| 香 | 桂 | 銀 | 金 | 王 |    | 銀 | 桂 | 香 | 一 |
|    | 飛 |    |    |    |    | 金 |    |    | 二 |
| 歩 |    | 歩 | 歩 | 歩 | 歩 |    | 歩 | 歩 | 三 |
|    |    |    |    |    |    | 歩 |    |    | 四 |
|    | 歩 |    |    |    |    |    |    |    | 五 |
|    |    | 歩 |    |    |    |    | 歩 |    | 六 |
| 歩 | 歩 | 銀 | 歩 | 歩 | 歩 | 歩 |    | 歩 | 七 |
|    |    | 金 |    |    |    |    | 飛 |    | 八 |
| 香 | 桂 |    |    | 玉 | 金 | 銀 | 桂 | 香 | 九 |

なお飛車を中央である5筋で使うものについては、通常玉将を右翼に囲う点など、他の振り飛車との共通点が多いため、一般的に振り飛車に分類されるが、他の居飛車との共通点が多い戦法、たとえばカニカニ銀（中飛車）や矢倉中飛車など、相居飛車（この場合は相矢倉）で生じる戦法であるために、居飛車に分類されることもある。
それと、「対抗型」では「振り飛車」側、「相振り飛車」では後から振り飛車を明示した側が該当する。「相居飛車」では両者の盤上の駆け引き・合意によって戦型が決まるため、純粋にどちらか一方の意思とは言えないが、矢倉戦・角換わり（正調角換わり）・相掛かりは先手の主導、角換わり（後手一手損角換わり）・横歩取りは後手の主導で実現することが多いとされている。
また、横歩取りのうち飛車位置が途中で左翼になるものや、ひねり飛車のように右に玉将を囲い途中から飛車の位置を変えるような、どちらかというと相居飛車に分類される指し方もある。
以下、「相居飛車」「対抗型」「相振り飛車」の順に解説する。

### 相居飛車
相居飛車は、飛車と角の使い方・相手の飛車先の受け方により、矢倉・角換わり・相掛かり・横歩取りといった戦型に分類される。通常横歩取りは飛車先を交換する、矢倉戦や角換わり戦は飛車先を交換しない戦法となるが、相掛かりは両方の種類がある。
矢倉戦のほか、角換わりでも矢倉囲い系の囲いが用いられることが多いが、相掛かり・横歩取りは中住まいやイチゴ囲いなどに組むのが一般的である。居飛車の場合は中央から左側に玉を移動して囲いを築くが、稀に飛車のいる右側に玉を移動して戦うこともあり、これを右玉という。

### 対抗型
対抗型では、角行と飛車の位置関係を見れば明らかなように、当初から居飛車側と振り飛車側で全く異なる非対称な形で駒組が始まる。そのため、相居飛車と比べるとある程度相手の駒組から独立して自分の駒組を進めることができ、居飛車側・振り飛車側の双方で様々な戦法が使用できる。
対抗型は、振り飛車側がどの筋に飛車を振っているかによって中飛車・四間飛車・三間飛車・向かい飛車に分類される。これに対し居飛車側の対応は、速攻を仕掛ける急戦と、固い囲いを組む持久戦に大別される。

### 相振り飛車
互いに飛車を振る相振り飛車については、従来は振り飛車党同士の対戦で互いに譲らなかった場合などに出現する限定的な戦型とされていた。しかし、近年では相手の出方に応じて相振り飛車にする作戦が試されるようになり、居飛車党の棋士もしばしば指すようになった。とは言え、相居飛車や対抗型と比べて実戦例が少ないのは事実であり、相居飛車や対抗型ほど細かく戦法が整備されているわけではない。

### その他

#### 奇襲戦法
相手にとって意外な、そして相手が対応法を知らない場合に一挙に有利となる戦法、「ハメ手」と呼ばれる手筋がちりばめられている戦法（だが、相手がその奇襲戦法と対処法を知っていてそれを指されると、かえって不利になる指し方）を奇襲戦法（またはハメ手、B級戦法など）と言う。奇襲戦法の多くは、初見の相手を惑わせて罠に嵌める目的で使われる。ただし序盤から戦型が固まらずに激しくなるものも多い。多種多様であり、早石田や鬼殺し向かい飛車、ノーガード戦法など明らかに上記３つの対抗系戦型に当てはまるものと、鬼殺しやパックマンのような戦型分類の意味をなさないものまである。
| 9  | 8  | 7  | 6  | 5  | 4  | 3  | 2  | 1  |    |
| 香 | 桂 | 銀 | 金 | 王 | 金 | 銀 |    | 香 | 一 |
|    | 飛 |    |    |    |    |    |    |    | 二 |
| 歩 | 歩 | 歩 | 歩 | 歩 | 歩 |    |    | 歩 | 三 |
|    |    |    |    |    |    | 歩 | 飛 |    | 四 |
|    |    |    |    |    | 桂 |    |    |    | 五 |
|    |    | 歩 |    |    |    |    |    |    | 六 |
| 歩 | 歩 |    | 歩 | 歩 | 歩 | 歩 |    | 歩 | 七 |
|    | 銀 |    |    |    |    |    |    |    | 八 |
| 香 | 桂 |    | 金 | 玉 | 金 | 銀 | 桂 | 香 | 九 |

「奇襲戦法」も有名になりすぎて誰もが知るものとなってしまった場合や、研究熱心でその奇襲戦法に対する策を知り尽くしている相手には「奇襲戦法」ではなくなってしまう。
なお、矢倉の急戦型雀刺しなど、もともとは正統な戦法だったものの、完全な対策が確立されてしまって（棋士の間では「問題外」視されるようになり、なかば忘れられてゆき）、その結果現在では、その戦法を選ぶことが意外で、逆に「奇襲戦法」扱いされるようになった、というものもある。

#### 力戦型
通常の戦型の分類に当てはまらない進行を見せる将棋は、力戦型と呼ばれる。力戦型ではゴキゲン中飛車のようにもともとの正統戦法に近い戦型の戦法を応用して使うこともあれば、まったく独自に工夫して攻め方・守り方を構想する場合もある。戦型分類については一間飛車や筋違い角のように両方の場合があるもの、出だしは相居飛車で途中から変わる陽動振り飛車や坂田流向かい飛車のようなものや、英春流や嬉野流のように相手の戦型によって上記3つのものに当てはまる戦法などがある。

#### その他の戦法
駒落ち将棋では、平手では通用しない駒落ち専用の戦法が存在する。
この他に、戦法として成立していないがやってしまいがちな手を冗談として戦法扱いすることがあるが、プロの公式戦でも多くみられるようになった後手一手損角換わりなどは、もともとそうした類の戦法であった。

## 一覧

### 相居飛車の戦法一覧
- 矢倉戦
  - 相矢倉：加藤流、4六銀・3七桂型、脇システム、矢倉棒銀、森下システム、早囲い、雀刺し、四手角、三手角、土居矢倉
  - 急戦矢倉：米長流急戦矢倉（田丸流）、阿久津流急戦矢倉（中原流、郷田流、渡辺流）、矢倉中飛車、右四間飛車（腰掛け銀型）、△6二飛戦法、原始棒銀、カニカニ銀
  - 変化型：▲3五歩早仕掛け、雁木、陽動振り飛車、無理矢理矢倉
- 角換わり
  - 腰掛け銀：相腰掛け銀、後手棒銀
  - その他：早繰り銀、棒銀、筋違い角
  - 後手一手損角換わり（角換わりとは独立した戦型として扱われることもある）
- 相掛かり
  - 相居飛車型：棒銀、塚田スペシャル、新旧対抗型、飛車先交換早繰り銀、中原流相掛かり・中原飛車（5六飛）、飛車先交換腰掛け銀・鎖鎌銀
  - 変化型：ひねり飛車（縦歩取り）
- 横歩取り
  - 横歩取り△3三角：空中戦法（内藤流）、中原流、中座飛車（横歩取り△8五飛）、3三飛成戦法（竹部流）
  - その他：横歩取り△3三桂、横歩取り△2三歩、横歩取り△4五角、相横歩取り

### 対抗型居飛車の戦法一覧
急戦用
- 対中飛車急戦
  - 対ノーマル中飛車：棒銀・斜め棒銀、二枚銀3八飛型、加藤流袖飛車、4六金戦法、鳥刺し・嬉野流、山田定跡#振り飛車△4三銀型に対する斜め棒銀、英春流右四間、地下鉄飛車、雁木・引き角
  - 対ゴキゲン中飛車：▲5八金右超急戦、超速▲3七銀、丸山ワクチン[注 2]
- 対四間飛車急戦
  - 左銀急戦：4六銀左戦法・斜め棒銀・準急戦（▲3六銀型、二枚銀）・山田定跡・4五歩早仕掛け・鷺宮定跡、ポンポン桂左銀型
  - その他：棒銀・斜め棒銀、4六銀右戦法・斜め棒銀・3八飛型、右四間飛車、鳥刺し、ポンポン桂右銀型、雁木・引き角、対玉頭銀5七金戦法
- 対三間飛車急戦
  - 対ノーマル三間飛車他：三間飛車破り4六銀急戦・7五歩早仕掛け・棒銀・斜め棒銀、4五歩早仕掛け・二枚銀、三歩突き捨て急戦、鳥刺し・嬉野流、英春流右四間、地下鉄飛車、雁木・引き角
  - 対石田流三間飛車：棒金、きmきm金、二枚銀3八飛（7二飛）型、鳥刺し・嬉野流
- 対向かい飛車急戦
  - 棒銀・斜め棒銀・4六銀（左銀・右銀）戦法、5七金戦法、鳥刺し・嬉野流

持久戦用・その他
- 居飛車穴熊戦法（引き角型、居角型、角交換型）
- 左美濃戦法（引き角型、居角型、角交換型）、端美濃・串カツ戦法、対中飛車角道不突き左美濃（都成流）
- 位取り戦法（引き角型、居角型、角交換型）、玉頭位取り戦法、6筋（4筋）位取り、5筋位取り戦法
- トーチカ戦法ミレニアム（引き角型、位角型、角交換型）、ホラ囲い
- 糸谷流右玉
- 飯島流引き角戦法
- 地下鉄飛車
- 英春流

### 対抗型振り飛車の戦法一覧
- 中飛車
  - 角道クローズド：
    - ノーマル中飛車：ツノ銀中飛車、風車、英ちゃん流中飛車、5筋歩交換型、原始中飛車、先手中飛車、5五龍中飛車、中飛車早繰り銀
    - 角交換型中飛車：角交換型中飛車、角交換型ツノ銀中飛車

  - 角道オープン：
    - ノーマル中飛車：ゴキゲン中飛車、原始中飛車、先手中飛車、5筋位取り中飛車、矢倉流中飛車
    - 角交換型中飛車：ゴキゲン中飛車、平目
- 四間飛車
  - 角道クローズド：
    - ノーマル四間飛車：腰掛け銀型・玉頭銀・ダイヤモンド美濃、▲5六歩（△5四歩）型、▲5八金（△5二金）型、7八金（△3二金）型、▲6筋（△4筋）位取り型、耀龍四間飛車
    - 角交換型四間飛車：錆刀戦法（宗歩四間飛車）、4五歩（6五歩）ポン

  - 角道オープン：
    - ノーマル四間飛車：藤井システム
    - 角交換型四間飛車：角交換四間飛車、レグスペ、立石流四間飛車、筋違い角+四間飛車、筋違い角阪田流四間飛車型
- 三間飛車
  - 角道クローズド：
    - ノーマル三間飛車：腰掛け銀型・玉頭銀・ダイヤモンド美濃、▲5六歩（△5四歩）型、△3筋（▲7筋）位取り型、石田流（本組）、大野流三間飛車（▲5七銀（△5三銀）型）、真部流三間飛車（▲6筋（△4筋）位取り）、中田功XP、下町流三間飛車、トマホーク、カナケンシステム、久保システム
    - 角交換三間飛車:初手▲7八飛、2手目△3二飛、▲6七金（△6三金）型三間飛車

  - 角道オープン：
    - ノーマル三間飛車：三間飛車藤井システム
    - 角交換型三間飛車：石田流（早石田・升田式石田流）、鬼殺し、菅井流△3三金型三間飛車（阪田流三間飛車）、菅井流▲5六歩型三間飛車（菅井流ゴキゲン三間飛車）、初手▲7八飛（猫だまし戦法）、2手目△3二飛
- 向かい飛車
  - 角道クローズド：
    - ノーマル向かい飛車：▲5八金（△5二金）型向かい飛車、▲7八金（△3二金）型向かい飛車、メリケン向かい飛車
    - 角交換型向かい飛車：7八金（△3二金）型向かい飛車・腰掛け銀型・玉頭銀

  - 角道オープン：
    - 角交換型向かい飛車：二手損向かい飛車[注 3]、ダイレクト向かい飛車[注 4]、阪田流向かい飛車、筋違い角向かい飛車、筋違い角阪田流、升田流向かい飛車、大野流向かい飛車、4手目△3三角戦法

### 相振り飛車の戦法一覧
- 相振り飛車
  - 中飛車：中飛車左穴熊、△3三桂戦法
  - 四間飛車
  - 三間飛車：菅井流
  - 向かい飛車：里見流流れ金無双

### その他の戦法一覧
- 奇襲戦法

奇襲戦法を参照。鬼殺し、早石田、4四歩パックマン、アヒル戦法（大阪囲い）、嬉野流など、多数。
- 駒落ちの戦法

- 下手棒銀

八枚落ち、四枚落ち、香落ち
- 灘定跡

八枚落ち
- 下手9筋攻め

八枚落ち、六枚落ち、四枚落ち
- 下手1筋突破

六枚落ち
- 二歩突っ切り定跡（右三間＋カニ囲い）

四枚落ち、二枚落ち
- 銀多伝、金多伝（多伝囲い）

二枚落ち
- 上手五筋位取り

二枚落ち（5五歩止め）、飛車落ち、角落ち
- 上手8四歩型・7四歩型・7五歩交換型

飛香落ち
- 2五桂ハネ定跡

飛香落ち
- 下手腰掛け銀

飛香落ち
- 上手三金止早仕掛

飛車落ち
- 下手右四間飛車（金無双、銀冠型）

飛車落ち、飛香落ち
- 上手雁木

二枚落ち、飛車落ち
- 上手お神酒指し

飛車落ち
- 金開き3四銀型

飛車落ち
- 上手3手目△5四歩戦法

飛車落ち
- 居飛車引き角

飛車落ち
- 下手矢倉

六枚落ち、角落ち
- 下手三間飛車

飛車落ち、角落ち
- 下手角交換型中飛車

飛車落ち
- 下手中飛車

角落ち
- 上手6四金戦法

二枚落ち、角落ち
- 上手5四銀-6二飛型

角落ち
- 金象眼・銀象眼

角落ち
- 上手三間飛車△3四歩型

香落ち
- 下手三間飛車（相振り飛車）

香落ち
- 上手角交換型中飛車

香落ち
- 上手△1二飛型

香落ち
- 下手1八飛戦法

香落ち

## 人気ランキング

### 2019年
2019年に刊行された『将棋世界Special　将棋戦法事典100＋』（将棋世界編集部編、マイナビ出版）で、2019年時点での「人気戦法」のランキング（順位）が取りまとめられている。順位については以下の通り。
- 1位-ゴキゲン中飛車
- 2位-藤井システム
- 3位-居飛車穴熊
- 4位-石田流
- 5位-角換わり
- 6位-雁木囲い
- 7位-四間飛車クラシック型
- 8位-相掛かり
- 9位-三間飛車クラシック型
- 10位-横歩取り
- 11位-矢倉囲い
- 12位-Elmo囲い
- 13位-右玉
- 14位-中飛車左穴熊
- 15位-ミレニアム囲い
- 16位-相振り飛車
- 17位-右四間飛車
- 18位-角交換振り飛車
- 19位-立石流四間飛車
- 20位-先手中飛車
- 21位-角換わり新型
- 22位-急戦矢倉
- 23位-升田式石田流
- 24位-トマホーク
- 25位-向かい飛車
- 26位-ひねり飛車
- 27位-角道オープン四間飛車
- 28位-雁木戦法オールド型
- 29位-右四間飛車対矢倉型
- 30位-阪田流向かい飛車
- 31位-藤井システム三間飛車
- 32位-後手番一手損角換わり
- 33位-対ゴキゲン中飛車超速3七銀
- 34位-四手目△3三角戦法
- 35位-ダイレクト向かい飛車
- 36位-2手目△3二飛
- 37位-戸辺流4→3戦法
- 38位-左美濃対矢倉急戦型
- 39位-現代風6七金矢倉（土居矢倉）
- 40位-早繰り銀極限型
- 41位-初手▲7八飛戦法
- 42位-2手目△7四歩
- 43位-対ゴキゲン中飛車超急戦型
- 44位-筋違い角
- 45位-ミレニアム囲い振り飛車型
- 46位-棒銀対振り飛車型
- 47位-4六銀左戦法
- 48位-4五歩早仕掛け
- 49位-四間飛車穴熊
- 50位-三間飛車穴熊
- 51位-風車
- 52位-丸山ワクチン
- 53位-右玉糸谷流型
- 54位-菅井流角交換三間飛車
- 55位-陽動振り飛車
- 56位-左美濃角道クローズ型
- 57位-飯島流引き角戦法
- 58位-矢倉中飛車
- 59位-矢倉流中飛車
- 60位-嬉野流
- 61位-ツノ銀中飛車
- 62位-角頭歩戦法
- 63位-玉頭位取り
- 64位-高田流左玉
- 65位-塚田スペシャル
- 66位-5筋位取り
- 67位-▲6筋（△4筋）位取り対振り飛車型
- 68位-山田定跡
- 69位-鷺宮定跡
- 70位-忍者銀
- 71位-串カツ囲い
- 72位-無理矢理矢倉嘘矢倉型
- 73位-原始中飛車
- 74位-原始棒銀
- 75位-早石田ムリヤリ型
- 76位-4六金戦法
- 77位-5五龍中飛車
- 78位-メリケン向かい飛車
- 79位-室岡システム
- 80位-棒金
- 81位-鬼殺し
- 82位-英ちゃん流中飛車
- 83位-4六銀右戦法
- 84位-棒銀急戦型
- 85位-都成流△3一金
- 86位-英春流
- 87位-無理矢理矢倉
- 88位-角換わり新ポンポン桂型
- 89位-袖飛車森安流穴熊型
- 90位-ポンポン桂
- 91位-Uターン飛車
- 92位-力戦誘導金沢流▲6六角
- 93位-対ひねり飛車タコ金
- 94位-阪田流2手目△9四歩
- 95位-新米長玉△6二玉型
- 96位-桐山流タテ歩棒銀
- 97位-一間飛車
- 98位-2手目△6二銀
- 99位-4四歩パックマン
- 100位-5筋位取り中飛車飛騨の合掌造り型